# Africa (romersk provins)
 For alternative betydninger, se Africa. (Se også artikler, som begynder med Africa)
Africa var en romersk provins, der omtrent omfattede det nuværende Tunesien, samt dele af Libyens middelhavskyst. Araberne kaldte senere det samme område for Ifriqiya.
Africa terra (afrikanernes land) var oprindeligt (fra omkring 3. årh. f.v.t.) romernes navn på området omkring Karthago i Nordafrika, og blev først i kejsertiden brugt som navn på hele det afrikanske kontinent. Romerne underlagde sig området efter belejringen og ødelæggelsen af Karthago under den Tredje puniske krig (149-146 f.Kr.). Romerne svor der intet skulle bygges efter byens ødelæggelse, men få årtier senere byggede man alligevel et nyt romersk Karthago pga. den strategiske beliggenhed.